# Az Egyesült Arab Emírségek hadereje
Az Egyesült Arab Emírségek hadereje a szárazföldi erőkből, a légierőből és a haditengerészetből áll.

## Fegyveres erők létszáma

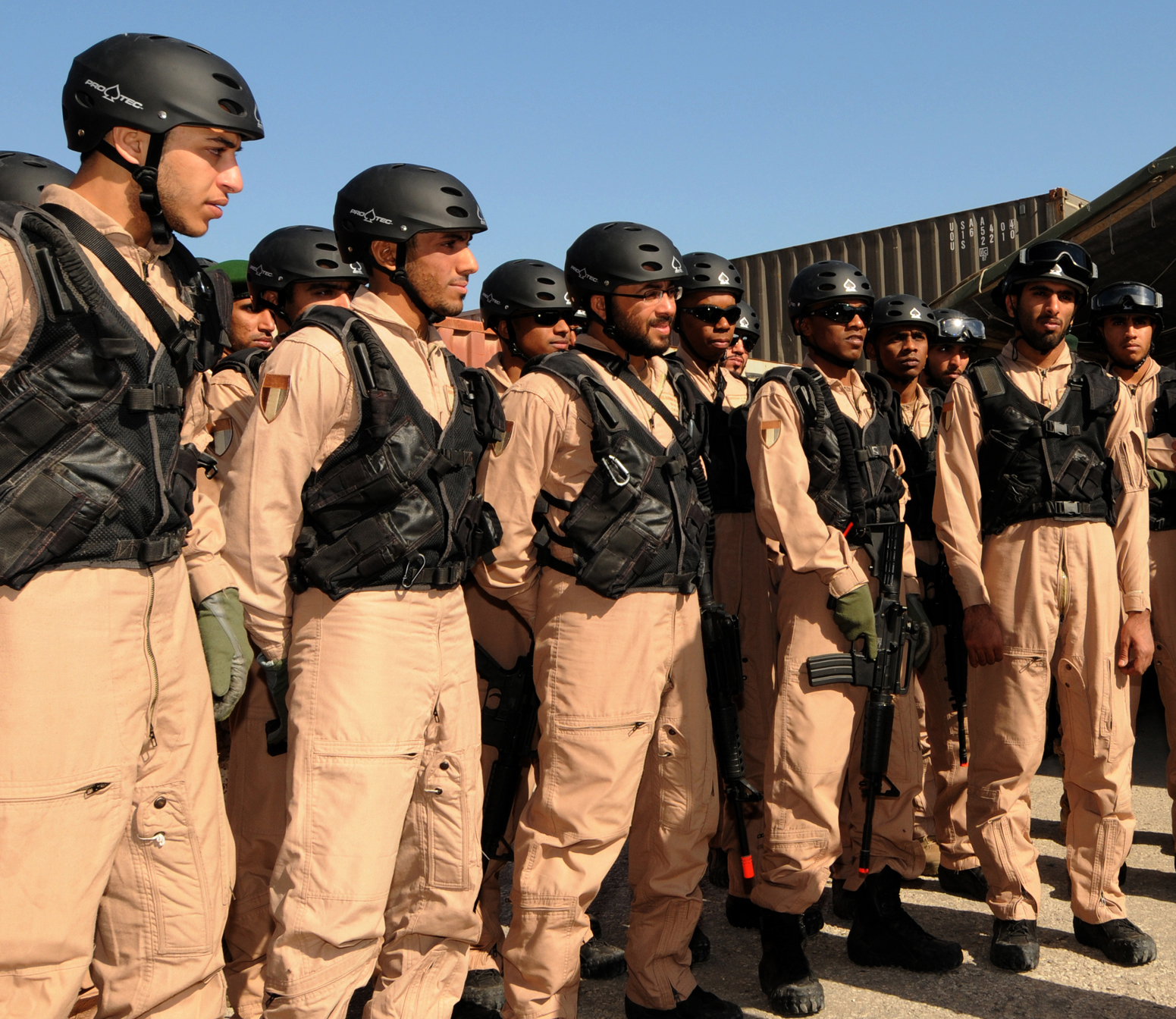
Emírségi katonák amerikai kiképzésen

- Aktív: 41 500 fő

## Szárazföldi erők
Létszám
35 000 fő
Állomány
- 1 királyi gárda dandár
- 2 páncélos dandár
- 4 gyalog dandár
- 1 tüzér dandár

Felszerelés

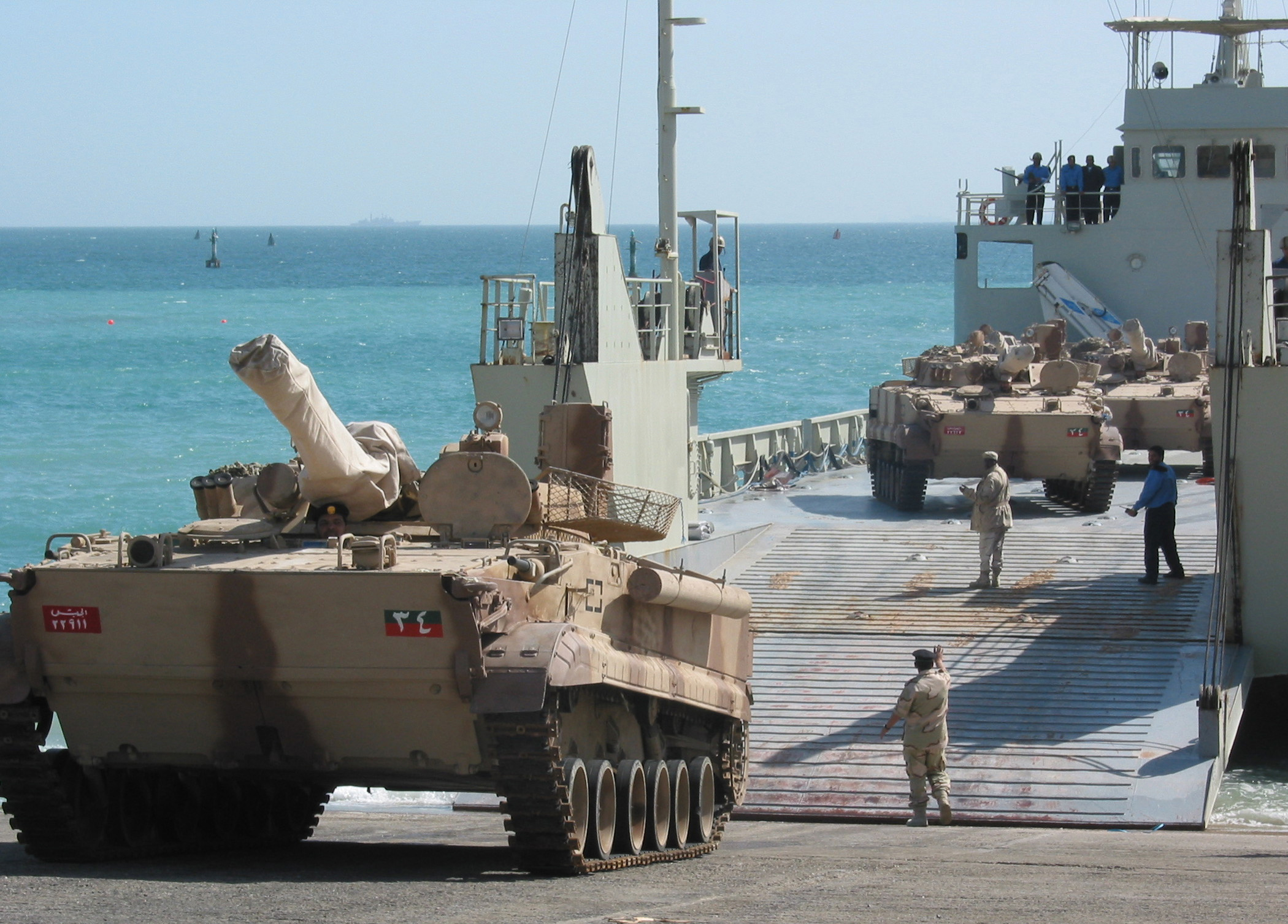
Az Egyesült Arab Emírségek BMP-3-as gyalogsági harcjárművei

- 380 db harckocsi (AMX–30, AMX-56 Leclerc)
- 76 db közepes harckocsi (Scorpion)
- 49 db felderítő harcjármű
- 430 db páncélozott gyalogsági harcjármű
- 750 db páncélozott szállító jármű
- 880 db tüzérségi löveg: 700 db vontatásos, 180 db önjáró

## Légierő
Létszám
4000 fő
Állomány
- 3 közvetlen támogató század
- 1 vadászrepülő század
- 1 légvédelmi dandár

Felszerelés
- 101 db harci repülőgép (Mirage 2000, Hawk)
- 18 db szállító repülőgép
- 50 db harci helikopter
- 49 db szállító helikopter

## Haditengerészet
Létszám
2500 fő
Hadihajók
- 20 db járőrhajó

Haditengerészeti légierő
- 10 db helikopter